# Josep Heinrich Theodor Rauch
Josep Heinrich Theodor Rauch (en castellano José Enrique Teodoro Rauch) (Bissingen, Reino de Baviera , 1845 - † Cafayate, Salta, Argentina, 2 o 16 de enero de 1900) fue un ingeniero civil y arquitecto bávaro-argentino, proyectista de las torres campanarios de las iglesias de la Viña y de San Francisco, que son de las más altas de Latinoamérica con más de cincuenta metros de altura cada uno, ambas monumentos nacionales argentinos. Proyectó la traza y el sistema ferroviario sin cremallera del tren a las Nubes que 21 años después sería ejecutado por el Ingeniero Richard Maury.
La obra en sí constituye uno de los trabajos de ingeniería más interesantes del mundo, pues se ha podido vencer sin una tercera vía (cremallera) el ascenso en longitudes reducidas y altitudes elevadas. Así, a simple vista el ferrocarril parece que trepara por cerros, angostas cornisas, quebradas, ríos y hondos precipicios, como sostenido por hilos invisibles. El trazado tiene una pendiente máxima del 25 por mil y se compensó la resistencia ofrecida por las curvas con una reducción proporcional de pendiente y radio mínimo de esta de 130 metros. Ninguna de las líneas trasandinas han podido construirse dentro de ese límite.
Fue contratado por Domingo Faustino Sarmiento uno de los tres presidentes históricos de la Argentina o fundacionales del estado argentino moderno que tuvieron tres claros objetivos o metas: “nación, constitución y libertad”. La nación entendida como la unión definitiva de las provincias argentinas como entidad superior a las partes que la componen. La Constitución como las bases de los derechos de las personas y del poder. La libertad concebida como principio del liberalismo que dio paso a la “civilización” y relegó a la “barbarie”.
En ese marco se encontraba la política de exportaciones y el consecuente desarrollo de una infraestructura de transporte ferroviaria, y como uno de sus principales objetivos, la construcción de un ferrocarril trasandino, que uniera el océano Atlántico con el Pacífico. Su ministro Nicolás Avellaneda, luego devenido en su sucesor en la Presidencia, continuó esa política como condición necesaria de esa expansión agrícola, y la extensión de la red ferroviaria tuvo un gran impulso durante su, llegándose a los 2516 kilómetros al final de su mandato, lo que equivale a un aumento del 89 % en seis años. En ese marco la misión del Ingeniero Josep Heinrich Theodor Rauch, fue principalmente, diseñar las trazas y los sistemas ferroviarios en el norte del país que permitieran el transporte de personas y mercaderías a través de la Cordillera de los Andes y unieran puertos sobre el Océano Pacífico con el puerto del Río de la Plata, sobre el Océano Atlántico. Entre ellos se pueden citar el Ferrocarril Central Andino, finalmente inaugurado en 1948 como "Tren Trasandino del Norte" que realizaba el trayecto entre la ciudad de Salta y la localidad de Antofagasta, así como las trazas de los ferrocarriles entre Salta y Oruro, entre Salta y Cafayate, entre otros.
Una historia más detallada puede encontrarse en "Los Rauch de Salta"

## Biografía
Nació en 1845 en Bissingen Baviera (actualmente Alemania) del matrimonio conformado por Miguel Rauch y Josefa Rhee en el seno de una familia católica proveniente de la región de Suabia, ubicada en el oeste de Baviera. Unos meses después de su nacimiento, su familia se trasladó a Donauwörth donde pasó su infancia y adolescencia. Estudió y obtuvo el título universitario de ingeniero civil con especialización en la por entonces reciente tecnología ferroviaria en la Universidad de Múnich. Luego de haber realizado diversos proyectos en Europa, en 1874 el entonces presidente argentino Domingo Faustino Sarmiento lo contrató para desarrollar las trazas e implementar un método o mecanismo para establecer un transporte ferroviario que atraviese la Cordillera de los Andes, entre la Argentina y Chile, en el marco del desarrollo que los contratistas ingleses venían efectuado en la traza del Ferrocarril Central Andino. Al finalizar ese proyecto, tenía planeado regresar a Europa, pero a su llegada a Salta, conoció a la hija menor del Presidente del Cabildo, Don Mariano Zorreguieta de quien se enamoró. Se casó el 26 de mayo de 1883 en la ciudad de Salta con Celina Rudecinda Zorreguieta Hernández, con quien tuvo cuatro hijos y dos hijas. Enfermó desarrollando la traza ferroviaria a Cafayate , en el paraje hoy llamado "Alemanía". Fue trasladado a Cafayate donde falleció el 16 de enero de 1900. La fecha de fallecimiento es la que se halla en el Mausoleo, pero hay una noticia periodística de la época que indica el 1 de enero de 1900 como la fecha de su fallecimiento. El presidente de ese entonces, Julio Argentino Roca envió a un miembro de su gabinete para asistir al funeral. Sus restos descansan en el mausoleo que había construido para su suegro en el Cementerio de la Cruz , ubicado al sudeste de la ciudad de Salta.

## Galería

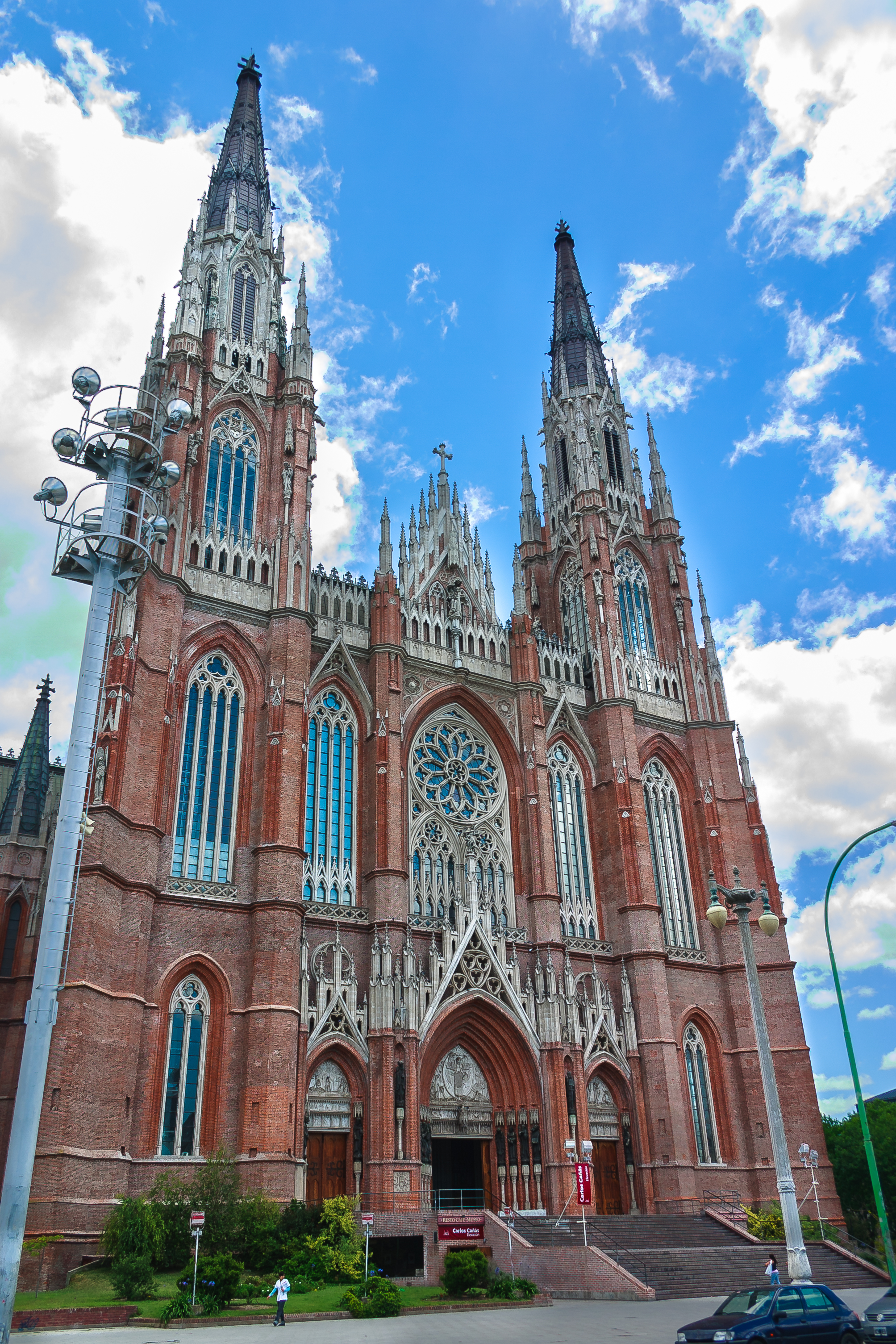
Rauch realizó contribuciones menores en la Catedral de la Plata.
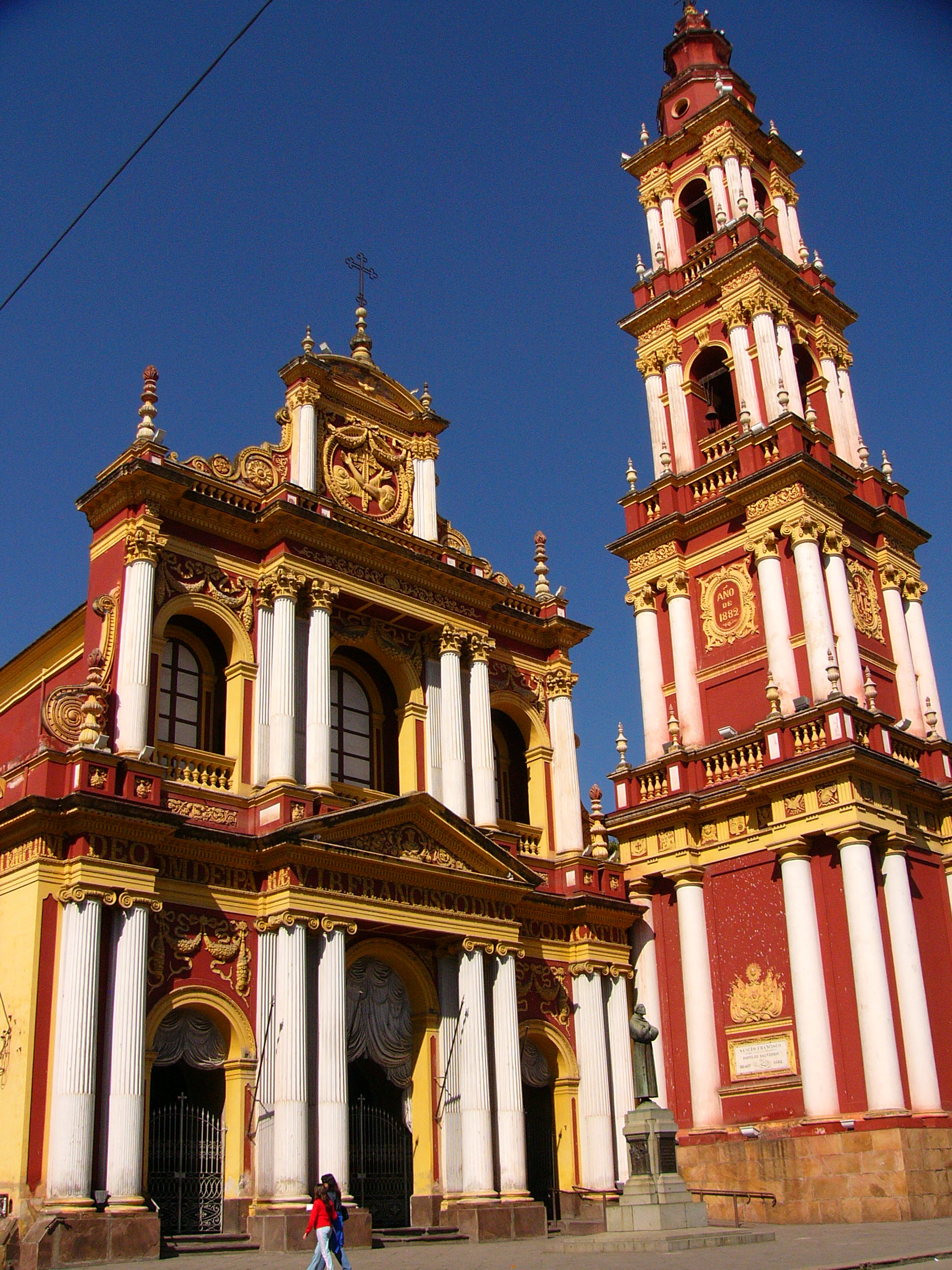
El campanario de la Iglesia San Francisco, proyectado por Rauch, es uno de los más altos de Argentina. - Así como el Ing. Rauch no fue el proyectista de la Iglesia La Viña de Salta; tampoco fue el autor del proyecto del campanario de la Iglesia San Francisco de Salta, toda vez que su residencia en nuestra provincia es a partir del  27 de abril del año 1.882. En esta  última fecha, el campanario se hallaba  totalmente construido e inaugurado. En cuanto a su residencia en  la Provincia de Salta, el Ing. Nacional  Rauch, manifestó ante el Sr. Provisor y Vicario Gral. de la Obispalía de Salta en fecha 27 de Abril de 1.883, que «...actualmente en  esta Ciudad, hace tres meses...», es decir desde el 27 de enero de 1.883 ( véase: Familias de Salta, Matrimonios en Salta en el Siglo XIX, Vol. III, Arq. Carlos Ferrary Esquiú Storni, 1a. Ed., año 2.010, pág. 231; Archivo Eclesiástico del  Arzobispado de Salta, Libro Iglesia de la Candelaria, Expedientes Matrimoniales 1.876 a 1.883, Información de Matrimonios, Caja 02 ). Asimismo, en el Archivo de la Basílica Menor de la  Iglesia de  San Francisco, Caja Nº 6, existe el contrato celebrado con el  Sr. Francisco Riguetti en fecha 1/10/1881, en cuyo ámbito se compromete a «...ejecutar el plano...igual al que ha presentado firmado por él... » ( véase: Patrimonio Artístico Nacional, Academia Nacional de Bellas Artes, Bs. As, 1.988, pág. 151; Estudios de Arte Argentino, La  Ciudad de Salta y su Región, Academia Nacional de Bellas Artes, Graciela Viñuales, 1.983, pág. 170 ).
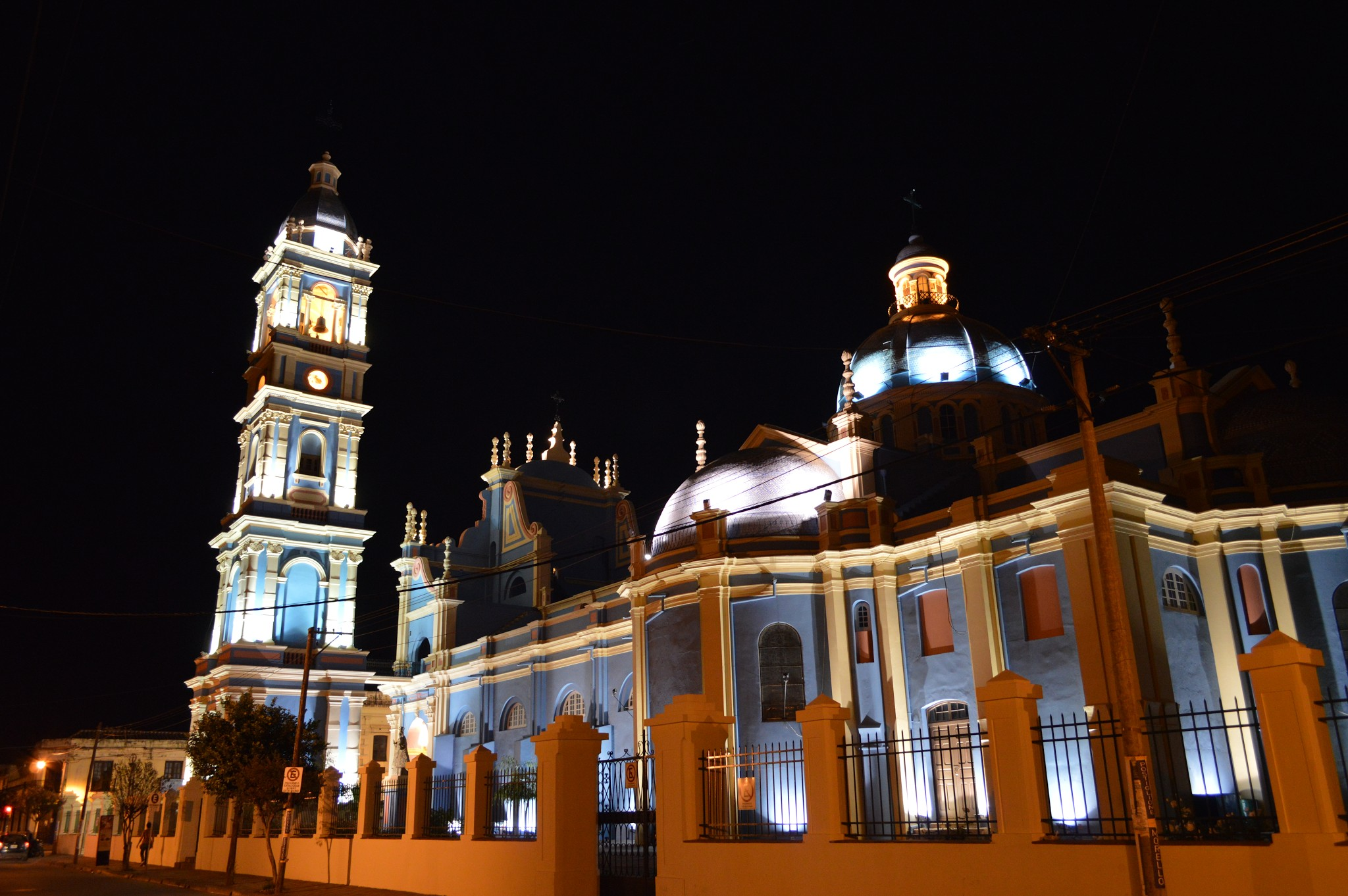
La Iglesia de la Viña posee el uno de los campanarios más altos de Argentina y fue proyectada por Rauch y él dirigió la construcción del cuerpo principal de la iglesia. - La Iglesia La Viña de la Ciudad de Salta fue iniciada exclusivamente en el año 1.873 por la « Sociedad de Arquitectos Macchi Hnos. », y finalizada por esta razón social en el año 1.884. Prueba regia que el Ing. Rauch no tuvo intervención de ninguna naturaleza en este edificio (1.873 a 1.884), excepto el campanario exento completado a principio del siglo veinte, lo concede una documentación  vinculada al legajo del acta de su matrimonio religioso, acuñada y suscripta por su puño y letra, dirigida al Sr. Provisor y Vicario Gral. de la Obispalía de Salta en fecha 27Abr.1.883. En cuanto a su residencia en la Ciudad de Salta manifestó: « ...actualmente en esta Ciudad, hace tres meses...», es decir desde fecha 27En.1.883 (véase: Familias de Salta, Matrimonios en Salta en el Siglo XIX, Vol. III, Arq. Carlos Ferrary Esquiú Storni, 1a. Ed., año 2.010. Archivo Eclesiático del Arzobispado de Salta, Libro Iglesia de la Candelaria, Expedientes Matrimoniales 1.876 a 1.883, Información de Matrimonios, Caja 02 ).
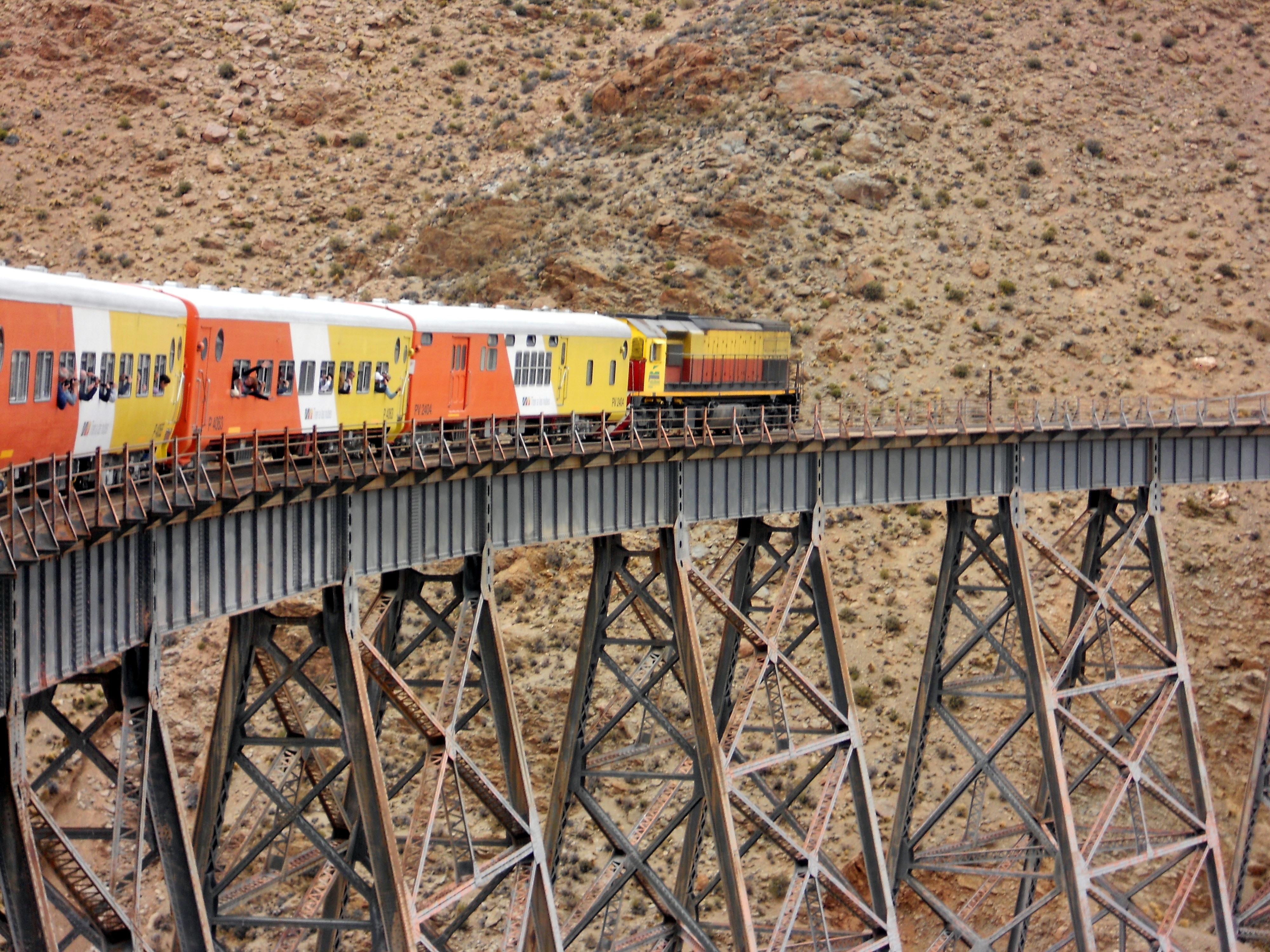
El Tren a las Nubes, trazado por Rauch y construido por el estadounidense Richard Maury.
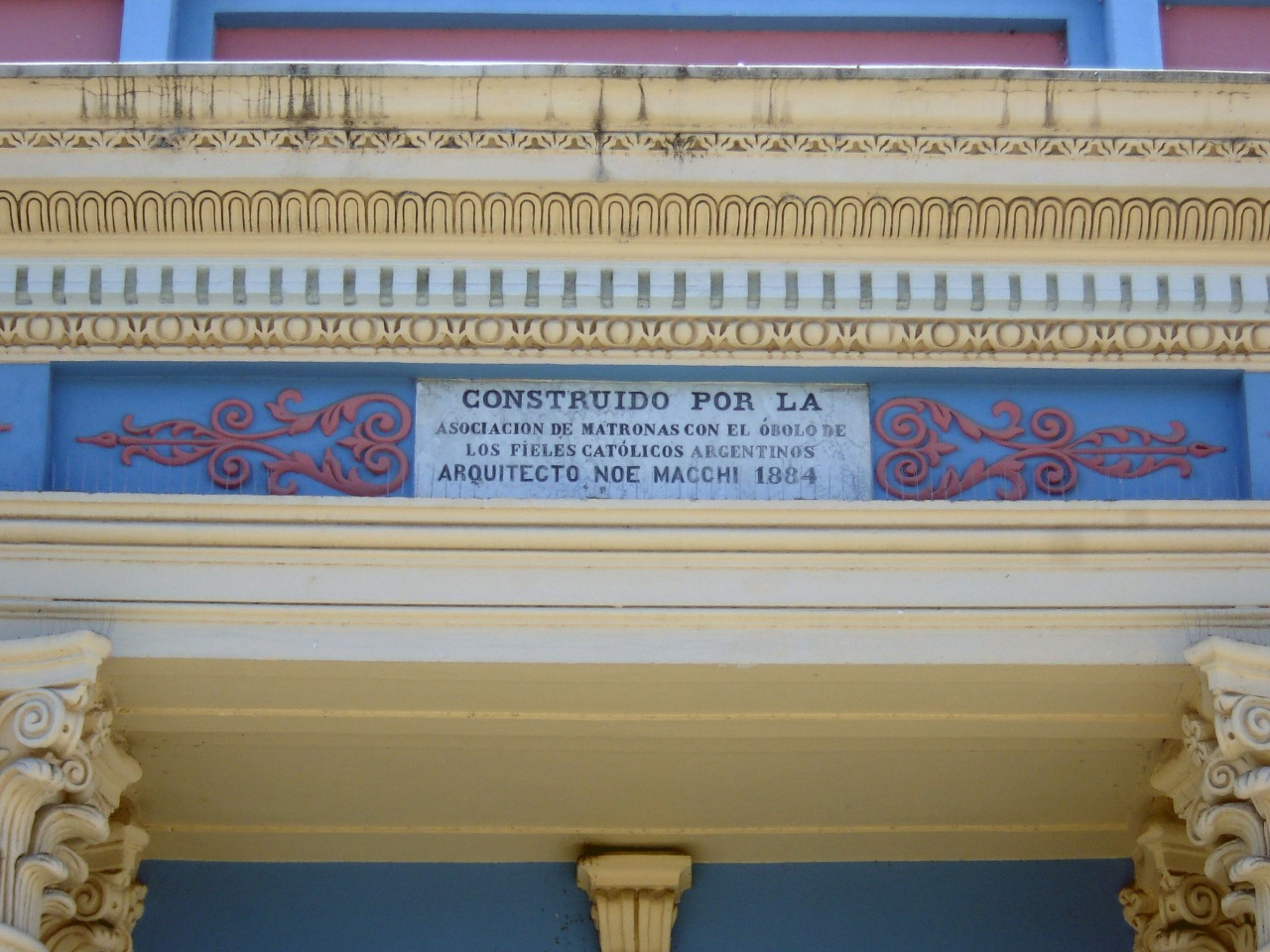
Placa de mármol recordatoria en la fachada de la Iglesia Nuestra Señora de la Candelaria de la Viña de Salta, República Argentina, en Homenaje al Arquitecto Noé Macchi conde di Cellere (1884), autor del diseño del edificio principal (excepto el campanario); dirección y ejecución: Sociedad de Arquitectos Macchi hnos.
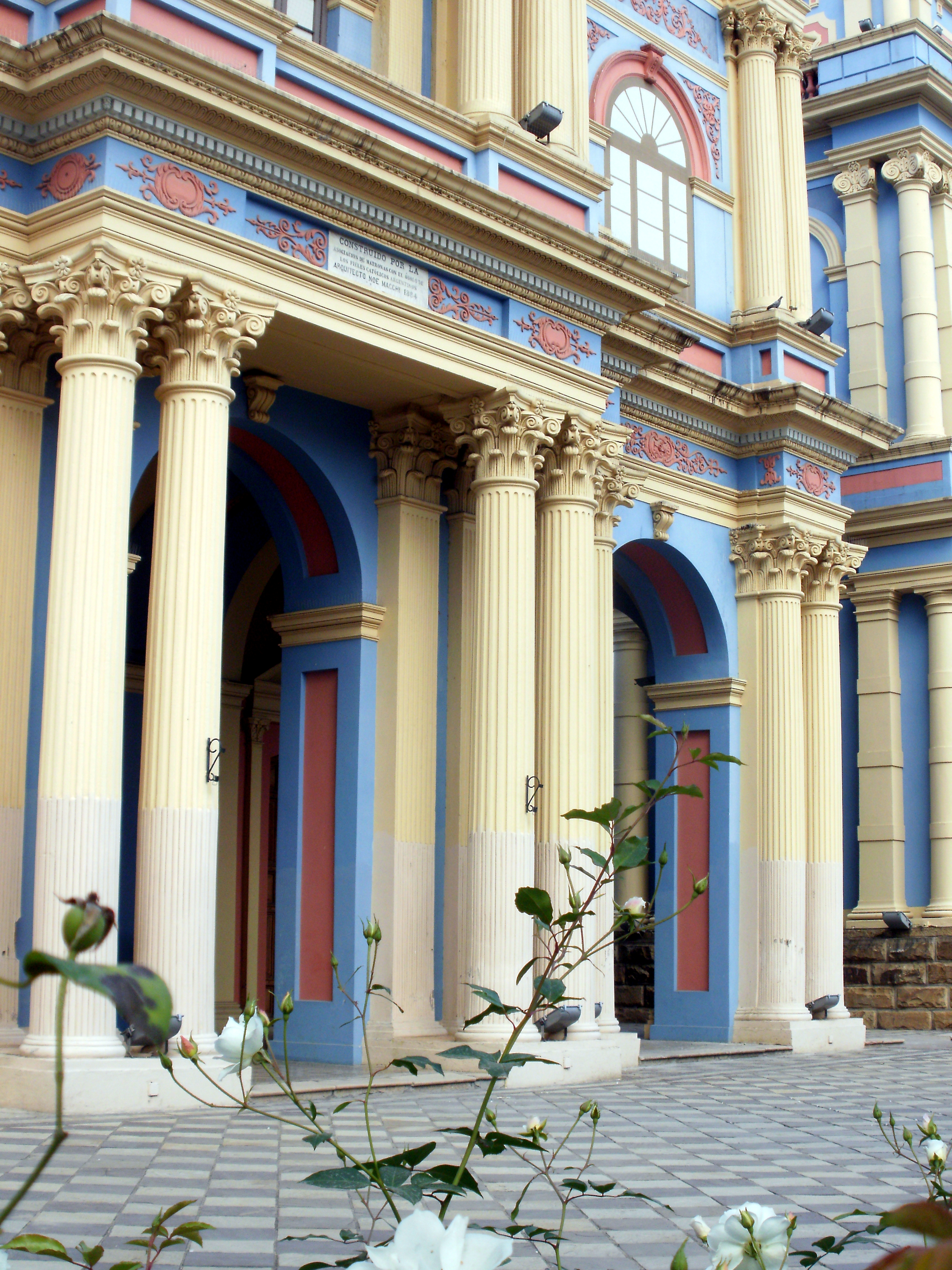
Iglesia Nuestra Sra. de la Candelaria de la Viña de Salta.<<.....Realizada sobre el diseño del maestro Noé Macchi......En el frontis se lee:....Arquitecto Nóe Macchi 1.884.>>:(Estudios de Arte Argentino, La Ciudad de Salta y su Región, Acad. Nacional de Bellas Artes, Graciela Viñuales, 1983); <<.....El actual se hizo sobre diseños del Arq. Noé Macchi ......>>: (Patrimonio Art. Nacional, Acad. de Bellas Artes, Bs. As., Académico de numero Prof. Héctor Schenone, 1.988).-
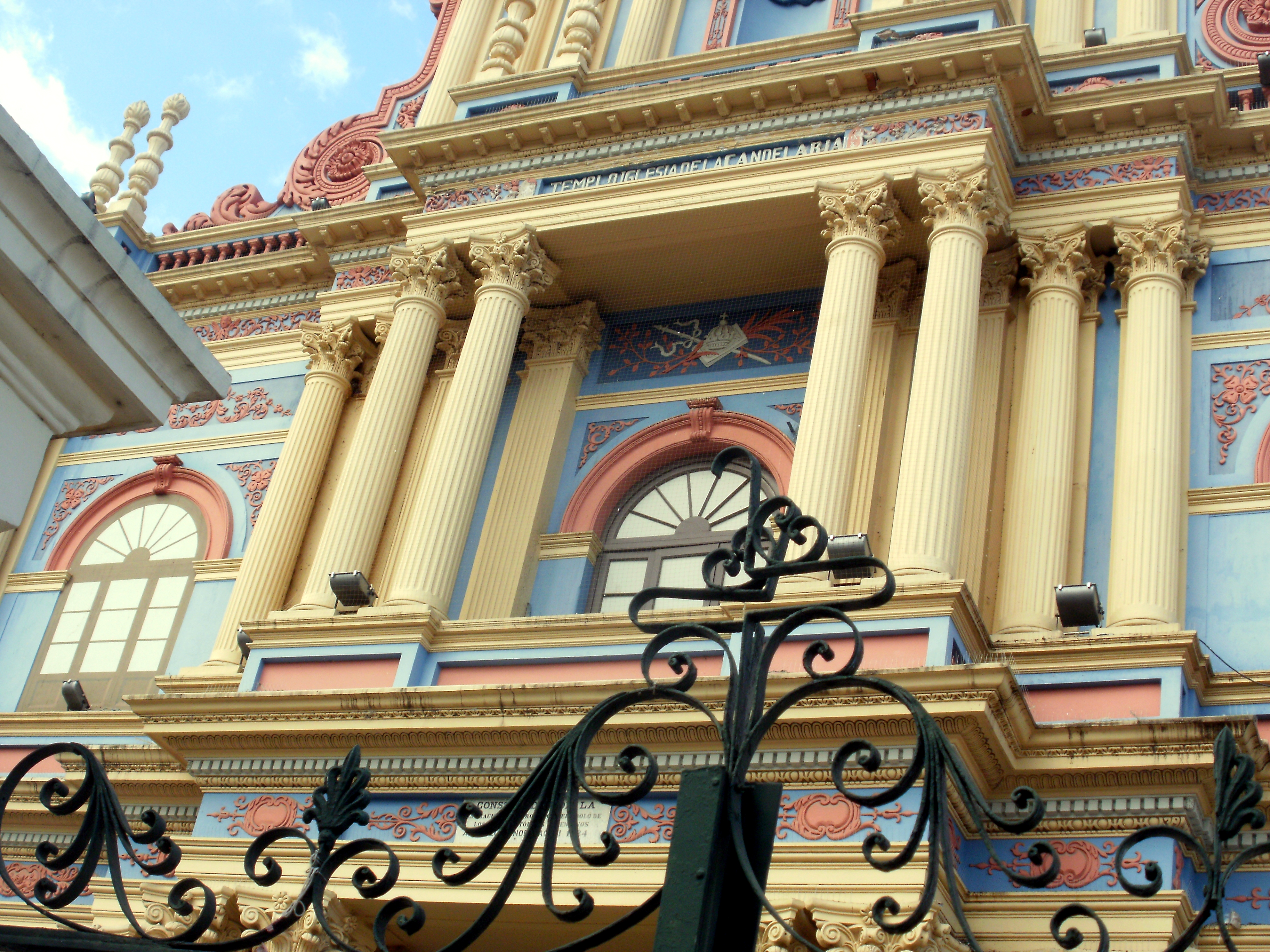
El Arquitecto Nóe Macchi conde di Cellere, fundó en el periodo 1.857 a 1.887 la empresa constructora mas importante del norte argentino, siendo la Iglesia Nuestra Señora de la Candelaria de la Viña unas de las obras de arquitectura religiosa.-
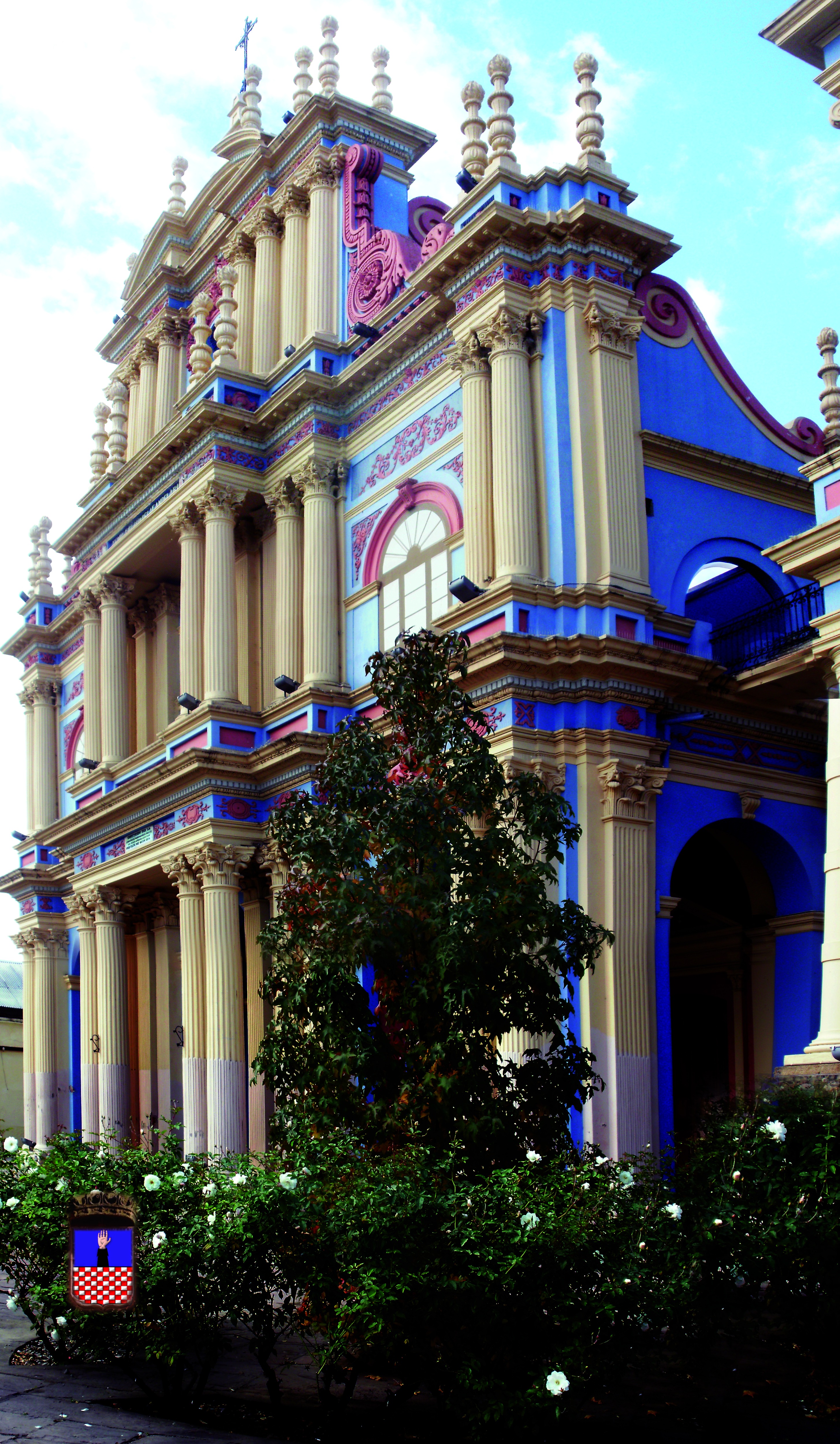
Iglesia Nuestra Sra. de la Viña de Salta. El arquitecto Nóe Macchi conde di Cellere arriba a nuestro pais con los auspicios de su tío Dr. Vicenzo Macchi, cardenal decano del Sacro colegio de la Curia Romana, Tesorero de la Cámara Apostólica, diplomático, conde palatino, conde romana, conde di Cellere, etc., quien en friso de la fachada de la Catedral Santa Margherita de Montefiascone de Capodimonte (Viterbo), ostenta una leyenda cincelada en piedra e inscripta en lengua latina: " ....Vicentius Cardinales Macchi ....MDCCCXI".-
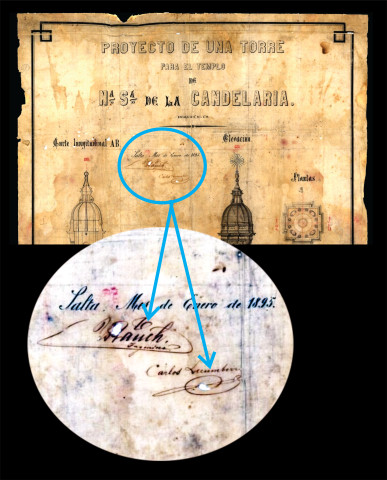
Campanario de la Iglesia La Viña. Así como el Sr. Francisco Riguetti, no fue el proyectista del edificio principal del Templo Iglesia La Viña de Salta, toda vez que la misma fue «…realizada sobre diseño del maestro Noé Macchi… En el frontis se lee: …Arquitecto Noé Macchi 1.884». (véase: Estudios de Arte Argentino, La Ciudad de Salta y su Región, Academia Nacional de Bellas Artes, Graciela Viduales, 1983,pág 35, 170 y ccs.); «…El actual se hizo sobre diseños del arquitecto Noé Macchi...» (véase: Patrimonio Artístico Nacional Academia Nacional de Bellas Artes, Bs. As., Académico de número Prof. Héctor Schenone, 1988, págs. 177, 358 y ccs.); la torre de la campana en su PROYECTO ORIGINAL, ES FIRMADO CONJUNTAMENTE POR LOS INGENIEROS CARLOS LECUMBERRI y RAUCH EN CALIDAD DE COAUTORES (véase: fotografía parcial del plano; Archivo Arzobispal). Encontrándose paralizada su construcción por varios años, en procura de la completividad de la torre entonces inconclusa en sus cuerpos 3º, 4º, 5º y chapitel,«...Para la conclusión de la obra se recurrió …a Francisco Riguetti…» (véase: Estudios de Arte Argentino, La Ciudad de Salta y su Región, Academia Nacional de Bellas Artes, Graciela Viduales, 1983, págs, 35, 170 y ccs.). Previa licitación, se adjudicó a éste, acompañándolo de un nuevo « Cálcolo de la Torre de la Eglesia de la Viña ». Si comparamos el campanario tal como hoy se exhibe, culminado por el Arq. Riguetti, éste difiere sustancialmente con el proyectado por los Ingenieros Lecumberri y Rauch.